# Nikos Chadziwretas
Nikolaos (Nikos) Chadziwretas (gr. Νίκος Χατζηβρέττας; ur. 26 maja 1977 w Salonikach) – grecki koszykarz i olimpijczyk.

## Osiągnięcia
- Król strzelców greckiej Ekstraklasy (2002)
- trzykrotnie wziął udział w meczu gwiazd ligi greckiej (2001, 2002, 2004)
- mistrz Rosji (2003)
- 6-krotny mistrz Grecji (2004, 2005, 2006, 2007, 2008, 2009)
- 5-krotny zdobywca Pucharu Grecji (2005, 2006, 2007, 2008, 2009)
- 2-krotny zdobywca Euroligi (2007, 2009)
- MVP finałów ligi greckiej (2004)

### Początki: Saloniki
Chadziwretas swoją karierę rozpoczął w drużynie trzecioligowej – Aiadas Evosmou. Stąd w wieku 20 lat trafił do Iraklisu Saloniki. Z roku na rok stawał się tu zawodnikiem coraz bardziej znanym, aż przyszedł moment w sezonie 2001/2002, kiedy Chadziwretas zarówno w lidze, jak i Pucharze Saporty rzucał średnio nieco ponad 20 punktów na mecz, będąc najlepszym strzelcem zespołu. Został najlepszym strzelcem rozgrywek ligi greckiej i był dwukrotnie wybrany do meczu gwiazd.
W europejskich pucharach był trzecim strzelcem rozgrywek. Potrafił rzucić 39 pkt KK Split czy dwukrotnie po 27 pkt w przegranym dwumeczu 1/8 finału z UNICSem Kazań.

### Transfer: Rosja
Jego postawa i potencjał został dostrzeżony szybko za granicą. Latem 2002 roku zgłosił się poniego rosyjski potentat CSKA Moskwa. Nie zabawił jednak tam długo, bo zaledwie jeden sezon. Zdołał jednak zostać mistrzem kraju, a w Eurolidze zająć czwarte miejsce. W lidze rosyjskiej popisywał się prawie 12 pkt. na mecz, a na europejskich parkietach notował niemal o sześć oczek więcej.

### Powrót do Grecji: PAO
Transfer do "Zielonych koniczynek" okazał się być na wagę kilku trofeów. W zespole z Aten Chadziwretas występował od 2003 do 2009 roku i przez sześć sezonów udało się święcić sześciokrotnie z rzędu mistrzostwo, z czego pięć razy okraszono zdobyciem podwójnej korony w postaci Pucharu Grecji. Panathinaikos Ateny w sezonach 2007 i 2009 był także najlepszym zespołem w Europie, wygrywając Euroligę. W stolicy Grecji Chadziwretas nie był jedyną gwiazdą, a jednym z wielu – oprócz niego w składzie byli tacy koszykarze, jak Antonis Fotsis, Dejan Bodiroga, Jaka Lakovič, Giorgos Kalaitzis, İbrahim Kutluay, Sani Bečirovič, Vassilis Spanoulis, Šarūnas Jasikevičius czy Frangiskos Alwertis.
Statystyki z tych sezonów, tj. z 11 pkt w 2004 do 5,3 pkt w 2008 w rozgrywkach ligowych i 12,1 do 4,8 w Eurolidze, mówią same za siebie.

### Odejście do Salonik
Mając 32 lata Chadziwretas postanowił wrócić do rodzinnych Salonik i grać w legendarnym Arisie, gdzie niegdyś brylował Nikos Galis – legenda europejskiej koszykówki. Dziś Aris próbuje nawiązać do tamtych sukcesów osiąganych z Galisem w składzie. Ma w tym pomóc Chadziwretas, który w Salonikach spotkał się z dawnym kolegą z reprezentacji Michalisem Kakiuzisem.

## Reprezentacja
- mistrz Europy w 2005 roku
- wicemistrz świata z 2006 roku
- piąte miejsce na igrzyskach olimpijskich w Atenach w 2004 roku
- MVP turnieju Akropolu (2003, 2004)

Chadziwretas w reprezentacji rozegrał około 70 spotkań o różnych rangach imprezach. Najpierw jednak były Mistrzostwa Europy do lat 22. Grecy na tychże zawodach nie zaprezentowali się zbyt dobrze – wygrywając jedno spotkanie, odpadli już po meczach grupowych. Z całej kadry największe kariery zrobili tylko Chadziwretas, Kostas Tsatsaris i Dimos Dikudis.
Na tej imprezie 21-latek zdobywał średnio prawie 11 pkt. na mecz i rywalizował z uznanymi później graczami, tj. Serbami Marko Jariciem i Igorem Rakoceviciem, Niemcem Dirkiem Nowitzkim, Chorwatem Gordanem Giričkiem i Łotyszem Kasparsem Kambalą.
Otworem stanęła seniorska kadra narodowa – Chadziwretas pojechał na cztery mistrzostwa Europy i po raz na igrzyska olimpijskie i mistrzostwa świata. W 2005 roku zdobył mistrzostwo Europy, a rok później został wicemistrzem świata.